# Otturatore telescopico

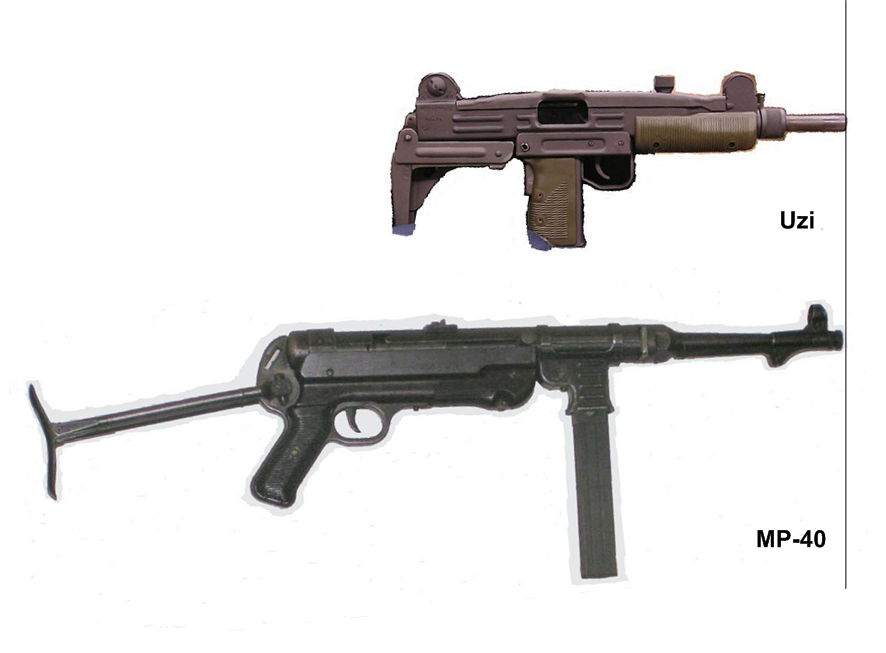
Vista esterna della pistola mitragliatrice Uzi e il mitra MP 40, ambedue mitra di calibro 9 mm parabellum con una canna di 250 mm, mostrando il vantaggio delle dimensioni per l'arma con otturatore telescopico

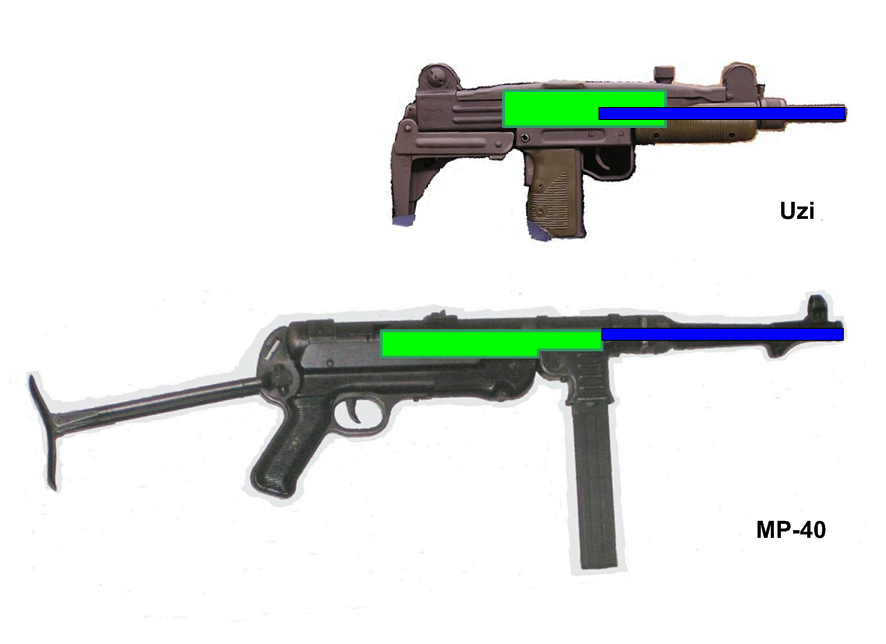
Meccanismi interni di una pistola mitragliatrice con otturatore telescopico e un mitra tradizionale, le canne sono in blu, l’otturatore in verde.

Un'arma ad otturatore telescopico (o a massa battente arretrata) è una arma da fuoco in cui l'otturatore si avvolge intorno alla parte posteriore della canna. Questo meccanismo permette di diminuire notevolmente la lunghezza necessaria di un'arma come il mitra, e permette di bilanciare l'arma intorno all'impugnatura dando un equilibrio simile ad una pistola.

## Storia
Probabilmente la prima arma automatica dotata di otturatore telescopico è stata la pistola mitragliatrice Armaguerra OG-43, progettata da Giovanni Oliani, seguita dal mitra Armaguerra OG-44, entrambe non giunte alla produzione in serie a causa del precipitare degli eventi al termine della Seconda guerra mondiale.
Il primo modello commerciale con questo meccanismo fu il Cz 23 cecoslovacco (o Cz modello 25, Sa.23, o serie Vz.48b), prodotto per la prima volta nel 1948. Queste pistole mitragliatrici usano un otturatore cilindrico con una canna centrata. Seppur ampiamente esportato nel terzo mondo, la serie Cz 23 non era ben conosciuta nell'occidente.
L'esempio più conosciuto è senza dubbio l'Uzi progettato in Israele da Uziel Gal, che si ispirò appunto dal Cz 23. L'Uzi è diventata una delle più, se non la più, conosciuta pistola mitragliatrice mai prodotta. Usa un otturatore quadrato con una canna spostata rispetto ad esso. L'Uzi fu progettato nel 1948 dopo aver analizzato i primi modelli del Cz 23, ed entrò in servizio nel 1951.
Dopo questo riuscitissimo esempio, la massa battente arretrata fu usata in molti altri modelli di pistola mitragliatrice.
Pur essendo tecnicamente un concetto diverso, molte delle armi che usano un otturatore telescopico sono pistole mitragliatrici, cioè usano un caricatore alloggiato nell'impugnatura principale, diversamente dai mitra, che lo hanno alloggiato davanti al grilletto. Comunque occasionalmente l'otturatore telescopico viene usato anche nei mitra, come nella Beretta M12.

## Confronto
Come dimostrano le immagini, il concetto base dell'otturatore telescopico e del caricatore nell'impugnatura era quello di creare un'arma più corta e compatta. Queste immagini illustrano l'MP 40, lungo 629 mm(con calcio esteso 832 mm) e che pesa 3,97 kg con una canna di 248 mm, e l'Uzi, che utilizza materiali e processi di produzione simili, 470 mm (con il calciolo esteso 650 mm), che pesa 3,7 kg con una canna di 260 mm, di lunghezza leggermente superiore all'arma precedentemente descritta.
Pur avendo nient' altro che una configurazione diversa, l'Uzi è più leggero di 2,7 etti e più corto di 159 mm.

## Esempi
- Cz 23
- Mitragliatore Uzi
- Beretta M12
- Ingram MAC-10 e Ingram MAC-11
- SM-9